# Uixán
Uixán (pronunciado [gwik'san], en árabe: إكسان‎, en lenguas bereberes: ⵉⴽⵙⴰⵏ, en francés: Iksane) es un municipio marroquí en la región Oriental. Desde 1912 hasta 1956 perteneció a la zona norte del Protectorado español de Marruecos.